# The Huntingdon
The Huntingdon je mrakodrap v texaském městě Houston. Má 34 pater a výšku 153 metrů. Je to nejvyšší obytný mrakodrap ve městě. Byl dokončen v roce 1984 podle návrhu, který vypracoval Talbott Wilson.